# 南宁高新技术产业开发区
南宁高新技术产业开发区位于广西壮族自治区南宁市西北部，是1992年经国务院批准建立的国家高新技术产业开发区，面积163.4平方公里。

## 历史沿革
- 1992年：经国务院批准建立国家高新技术产业开发区。
- 2012年：经中央编办批准，南宁高新技术产业开发区升格为副厅级机构[2]。